# 〜Heartful Best Songs〜 "Thank You!!"
『〜Heartful Best Songs〜 "Thank You!!"』（ハートフル・ベスト・ソングス サンキュー）は、HOME MADE 家族が2008年2月6日にリリースしたベスト・アルバム。

## 解説
- HOME MADE 家族にとって初のハートフル・ベスト・アルバム。”みんなのココロに届くような、暖かな気持ちになれるような”楽曲を集めたアルバムであり、収録されているシングルは16曲中5曲と少ない。初のハートフル・ベスト・アルバム、初のコンパイルアルバムという位置付け[1]であり、正式な初のベストアルバムは2014年1月8日に発売された『家宝 〜THE BEST OF HOME MADE 家族〜』とされている。
- 初回生産限定盤はMVや、ニューヨークでのメンバーのオフショット、ジャケット撮影の模様を収録したDVDが付属。
- 初回生産限定盤と通常盤では収録曲が異なる（詳細後述）。

## 収録曲

### 初回生産限定盤
CD
1. サンキュー!!
2. おぼえてる。
3. ヒーロー (Strings Ver.)
4. 恋のデシベル
5. サルビアのつぼみ
6. 君がくれたもの
7. いつもいつでも
8. 二人がいいね
9. 夜中に書いたラブレター
10. 学びの窓
11. メリーゴーランド
12. 流れ星 〜Shooting Star〜
13. Life goes on & on (Extended Ver.)
14. HOME SWEET HOME (Reform)
15. ホームシック
16. アンコール シンフォニー

DVD
1. サンキュー!!
2. サルビアのつぼみ
3. 君がくれたもの
4. 流れ星 ～Shooting Star～
5. HOME MADE 家族 in New York

### 通常盤
CD
1. サンキュー!!
2. おぼえてる。
3. ヒーロー (Strings Ver.)
4. 恋のデシベル
5. サルビアのつぼみ
6. 君がくれたもの
7. いつもいつでも
8. 二人がいいね
9. Take it easy
10. 学びの窓
11. メリーゴーランド
12. ミ・エ・ナ・イ・チ・カ・ラ
13. Life goes on & on (Extended Ver.)
14. HOME SWEET HOME (Reform)
15. ホームシック
16. アンコール シンフォニー